# Samuel Ringier
Samuel Ringier (* 7. Juni 1767 in Zofingen; † 26. März 1826 ebenda; heimatberechtigt in Zofingen) war ein Schweizer Politiker. Bekannt ist er vor allem durch seinen Entwurf von Fahne und Wappen des Kantons Aargau.
1791 wurde Ringier Mitglied des Rates der Vierzig der Stadt Zofingen, das damals noch im Untertanengebiet des Berner Aargaus lag. Darüber hinaus war er ab 1793 Stadtrichter. Nach dem Inkrafttreten der von Napoleon Bonaparte erlassenen Mediationsakte am 10. März 1803 gehörte er der siebenköpfigen provisorischen Regierungskommission an, die im Kanton Aargau bis zu den ersten Wahlen die Exekutive bildete. Im Auftrag seiner Ratskollegen entwarf Ringier Fahne und Wappen des neuen Staatswesens, die an der Sitzung vom 20. April 1803 genehmigt wurden und abgesehen von geringfügigen gestalterischen Änderungen heute noch in Gebrauch sind. Von 1813 bis 1819 war Ringier Gemeinderat von Zofingen, darüber hinaus war er als Friedensrichter tätig.